# Ainaro (municipalité)
Ainaro est une municipalité du Timor oriental. La capitale est Ainaro.

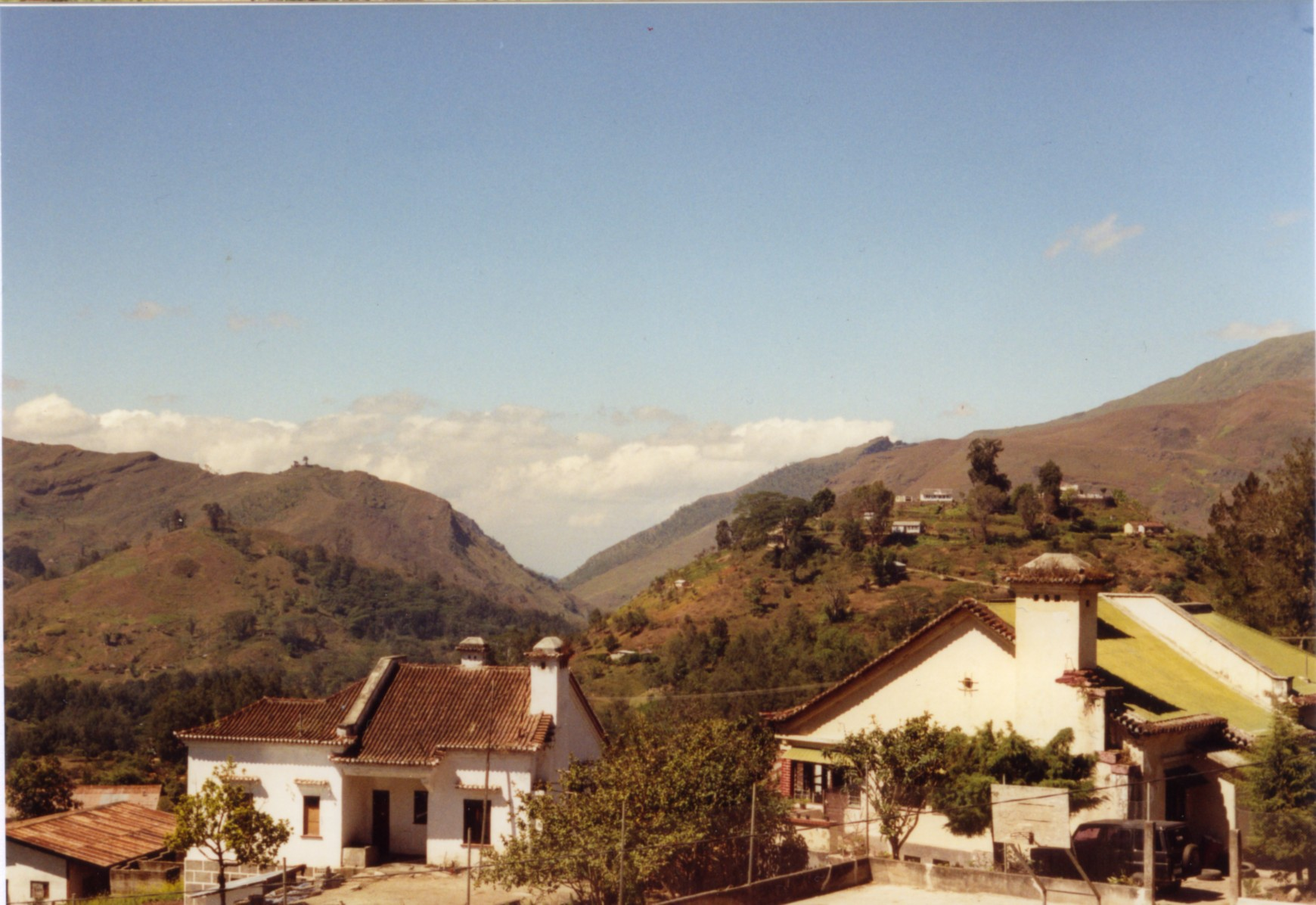
Village de Maubisse

Il est divisé en 4 postes administratifs :

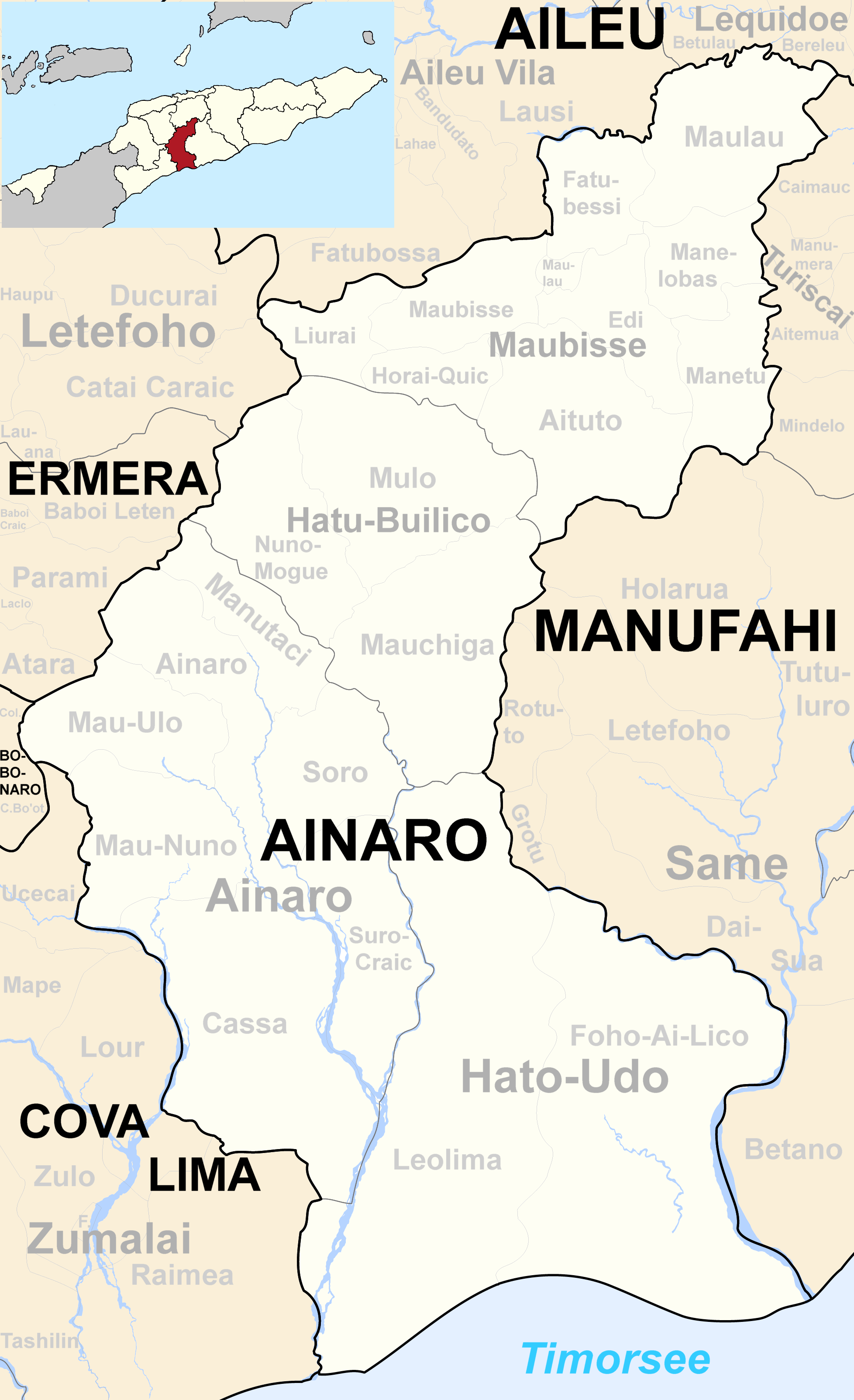
Subdivisions de municipalité

- Ainaro
- Hatudo
- Hatu Builico
- Maubisse